# Mauro Schmid
Mauro Schmid (* 4. prosince 1999) je švýcarský profesionální silniční cyklista jezdící za UCI WorldTeam Team Jayco–AlUla.

## Kariéra

### Začátky
Schmid získal v roce 2017 2 bronzové medaile na juniorském mistrovství Evropy v dráhové cyklistice, v bodovacím závodu a v týmové stíhačce. O 2 roky později získal další 2 medaile z dráhového mistrovství Evropy, tentokrát v kategorii do 23 let, a to z madisonu a týmové stíhačky. V roce 2019 se také zúčastnil scratche na mistrovství světa v dráhové cyklistice a skončil na sedmém místě. V týmové stíhačce na tom samém šampionátu si Schmid připsal 5. místo.

### Team Qhubeka Assos (2021)
V listopadu 2020 Schmid podepsal dvouletý kontrakt s UCI WorldTeamem Team Qhubeka Assos od sezóny 2021.
V květnu 2021 byl Schmid jmenován na startovní listině Gira d'Italia 2021. V jedenácté etapě závodu se mu podařilo dostat do úniku společně s dalšími 10 závodníky. Jejich náskok na peloton vystoupal až na 14 minut v moment, kdy vjeli na první štěrkový sektor. Na posledním, čtvrtém sektoru, Schmid zareagoval na útok Driese De Bondta a Alessandra Coviho a připojil se k nim, čímž vzniklo vedoucí trio. Na závěrečném stoupání dne, Passo del Lume Spento, odpadl De Bondt a Schmid zůstal na čele sám s Covim. V Montalcinu, cílovém městě, si pak Schmid dosprintoval pro první kariérní profesionální vítězství.

### Quick-Step–Alpha Vinyl (2022–2023)
V listopadu 2021 Schmid podepsal dvouletý kontrakt s UCI WorldTeamem Deceuninck–Quick-Step, později přejmenovaném na Quick-Step–Alpha Vinyl, od sezóny 2022 poté, co mu jeho stávající zaměstnavatel Team Qhubeka NextHash dovolil přerušit kontrakt kvůli přetrvávajícím finančním potížím.

### Team Jayco–AlUla (2024–)
V srpnu 2023 bylo oznámeno, že Schmid podepsal tříletý kontrakt s UCI WorldTeamem Team Jayco–AlUla od sezóny 2024.

## Hlavní výsledky

### Silniční cyklistika
2017
Národní šampionát
2. místo silniční závod juniorů
2. místo časovka juniorů
GP Général Patton
3. místo celkově
2018
Okolo Černého moře
2. místo celkově
2019
Národní šampionát
 vítěz silničního závodu do 23 let
3. místo časovka do 23 let
2020
Národní šampionát
4. místo časovka do 23 let
2021
Giro d'Italia
vítěz 11. etapy
Národní šampionát
4. místo časovka
2022
Mistrovství světa
 vítěz smíšené týmové štafety
Kolem Belgie
 celkový vítěz
Settimana Internazionale di Coppi e Bartali
vítěz 1. etapy
Národní šampionát
2. místo časovka
4. místo silniční závod
Danmark Rundt
6. místo celkově
6. místo Grand Prix Cycliste de Montréal
Kolem Ománu
10. místo celkově
2023
Mistrovství světa
 vítěz smíšené týmové štafety
Settimana Internazionale di Coppi e Bartali
 celkový vítěz
 vítěz bodovací soutěže
UAE Tour
vítěz 2. etapy (TTT)
Národní šampionát
4. místo silniční závod
Tour Down Under
5. místo celkově
Tour de Wallonie
10. místo celkově

#### Výsledky na Grand Tours
| Grand Tour      | 2021 | 2022 | 2023 |
| --------------- | ---- | ---- | ---- |
| Giro d'Italia   | 93   | 75   | —    |
| Tour de France  | —    | —    | —    |
| Vuelta a España | —    | —    |      |

| —   | Nezúčastnil se |
| DNF | Nedokončil     |

### Dráhová cyklistika

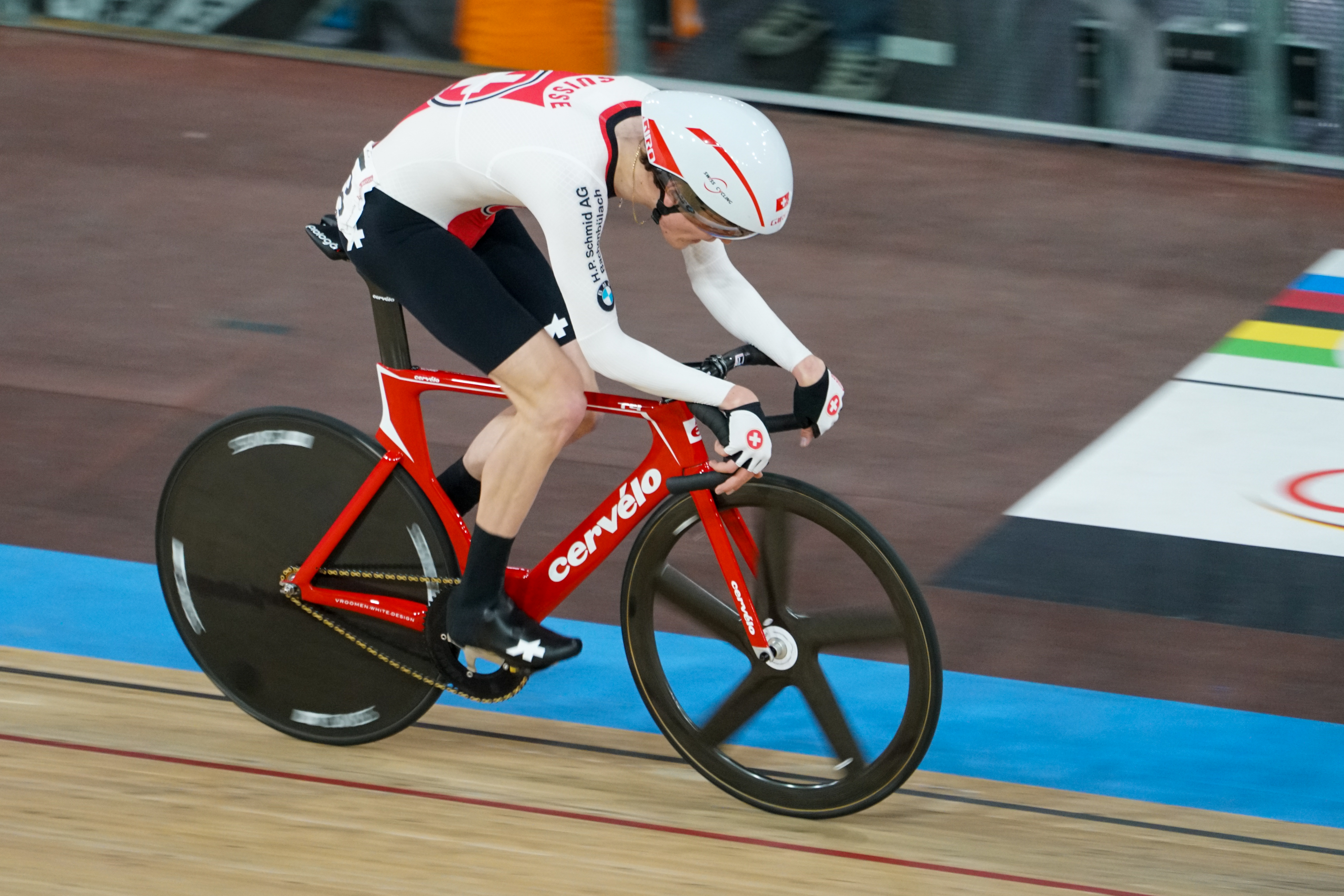
Schmid na Mistrovství světa v dráhové cyklistice 2020.

2017
Mistrovství Evropy juniorů
 3. místo bodovací závod
 3. místo týmová stíhačka
2018
Národní šampionát
3. místo individuální stíhačka
2019
Mistrovství Evropy do 23 let
 3. místo madison
 3. místo týmová stíhačka

### Cyklokros
2016
Národní šampionát
2. místo závod juniorů
2017
Národní šampionát
2. místo závod juniorů